# Andrei Wassiljewitsch Martynow
Andrei Wassiljewitsch Martynow (russisch Андрей Васильевич Мартынов; * 9. Augustjul. / 21. August 1879greg. in Rjasan; † 29. Januar 1938 in Moskau) war ein russischer Paläontologe, Zoologe und Entomologe. Er gilt als Begründer der Paläoentomologie in Russland.
Martynow war Kurator am Zoologischen Museum der Sowjetischen Akademie der Wissenschaften und Spezialist für Köcherfliegen, Steinfliegen und Gammaridae, bevor er sich in den 1920er Jahren der Paläoentomologie zuwandte. Er entdeckte zahlreiche neue Fundstellen, zum Beispiel in den Bergen von Karatau in Süd-Kasachstan (Insekten aus dem Jura) und am Fluss Kama und in Tshekarda im Ural (beide aus dem Perm). 1928 trug er auf dem Internationalen Entomologenkongress in Ithaca über fossile Insekten vor. 1933 wurde er habilitiert (russischer Doktortitel) und wurde Professor. Er leitete die Abteilung Arthropoden am Geologischen Museum, woraus später eine Abteilung des Instituts für Paläontologie (PIN) der Sowjetischen Akademie der Wissenschaften in Moskau wurde, wohin er 1936 von Leningrad wechselte. Damals war er aber schon schwer erkrankt. Sein Nachfolger war Boris Borissowitsch Rodendorf, den er 1937 ans Institut holte.
1938 erschien noch eine Abhandlung über Paläontologie von Fluginsekten (Pterygota) (Erster Teil Neuflügler, Polyneoptera (wie Steinfliegen) und Paleoptera (Libellen, Eintagsfliegen)), die der Beginn einer Darstellung der gesamten Insekten sein sollte.